# FK Samtredia
FK Samtredia är en georgisk fotbollsklubb från staden Samtredia. Säsongen 2008-09 vann klubben den georgiska andraligan, Pirveli Liga och spelade därför i högstaligan Umaghlesi Liga. Säsongen 2010/2011 slutade laget sist i Umaghlesi Liga och spelar sedan säsongen 2011/2012 i Pirveli Liga.

## Placering tidigare säsonger
Umaghlesi Liga och Pirveli Liga
| Säsong  | Nivå | Liga           | Placering | Referens | Notering                       |
| ------- | ---- | -------------- | --------- | -------- | ------------------------------ |
| 2006/07 | 2    | Pirveli Liga   | 11        | [ 1 ]    |                                |
| 2007/08 | 2    | Pirveli Liga   | 8         | [ 2 ]    |                                |
| 2008/09 | 2    | Pirveli Liga   | 1         | [ 3 ]    | Uppflyttad till Umaghlesi Liga |
| 2009/10 | 1    | Umaghlesi Liga | 7         | [ 4 ]    |                                |
| 2010/11 | 1    | Umaghlesi Liga | 10        | [ 5 ]    | Nedflyttad till Pirveli Liga   |
| 2011/12 | 2    | Pirveli Liga   | 9         | [ 6 ]    |                                |
| 2012/13 | 2    | Pirveli Liga   | 5         | [ 7 ]    |                                |
| 2013/14 | 2    | Pirveli Liga   | 1         | [ 8 ]    | Uppflyttad till Umaghlesi Liga |
| 2014/15 | 1    | Umaghlesi Liga | 6         | [ 9 ]    |                                |
| 2015/16 | 1    | Umaghlesi Liga | 2         | [ 10 ]   |                                |
| 2016    | 1    | Umaghlesi Liga | 1         | [ 11 ]   |                                |

Erovnuli Liga och Erovnuli Liga 2
| Säsong | Nivå | Liga            | Placering | Referens | Notering                        |
| ------ | ---- | --------------- | --------- | -------- | ------------------------------- |
| 2017   | 1    | Erovnuli Liga   | 5         | [ 12 ]   |                                 |
| 2018   | 1    | Erovnuli Liga   | 9         | [ 13 ]   | Nedflyttad till Erovnuli Liga 2 |
| 2019   | 2    | Erovnuli Liga 2 | 2         | [ 14 ]   | Uppflyttad till Erovnuli Liga   |
| 2020   | 1    | Erovnuli Liga   | 7         | [ 15 ]   |                                 |
| 2021   | 1    | Erovnuli Liga   | 10        | [ 13 ]   | Nedflyttad till Erovnuli Liga 2 |
| 2023   | 1    | Erovnuli Liga   | 9         | [ 16 ]   |                                 |
| 2024   | 1    | Erovnuli Liga   | 10        | [ 17 ]   |                                 |